# Сент-Джордж (город)
Сент-Джордж (англ. Saint George) — город в юго-западном Квинсленде, Австралия. Является административным центром графства Балонн. Находится в 513 км от Брисбена и в 389 км от Тувумбы. Согласно переписи населения 2006 года население Сент-Джорджа насчитывало 2410 человек. Город находится на пересечении нескольких шоссе, включая шоссе Каслриг, шоссе Муни, шоссе Карнарвон и шоссе Балонн.

## История
Имя городу дал майор Томас Митчелл в честь дня Святого Георгия, в который он пересёк реку Балонн, 23 апреля 1846 года. На плотине Джек-Тейлор висит табличка в честь этого события. Почтовое отделение было открыто в 1873 году. В 1874 году была заложена первая римско-католическая церковь, а в 1889 году — англиканская.
В развитии сельского хозяйства водоснабжение играет ключевую роль. В 1904 году была пробурена первая скважина, а к 1950 году было завершено строительство ирригационной системы, используемой в настоящее время для сельскохозяйственных нужд.

## Экономика
Наряду с разведением овец и выращиванием пшеницы город является центром выращивания хлопка. Сент-Джордж расположен на реке Балонн, которая, по общему мнению, является прекрасным местом для ловли таких рыб, как мюррейская треска.

## Интересные места и события
Сент-Джордж привлёк внимание всей страны избранием местного бухгалтера Барнаби Джойса (впоследствии ставшего лидером Национальной партии и заместителем премьер-министра Австралии) в Австралийский Сенат во время федеральных выборов 2004 года.
Помимо прочих достопримечательностей в городе есть впечатляющая коллекция яиц эму. Эти яйца в течение сорока лет собирал Стив Маргаритис. Они покрыты искусной резьбой, выполненной вручную, и подсвечены изнутри. Эти произведения ремесленного искусства были показаны на нескольких международных выставках и шоу, а в данный момент представлены на постоянной выставке в Сент-Джордже.
Сент-Джордж-шоу празднуется каждый год во время долгих выходных Дня Труда (выходные первого понедельника в мае).